# Philippe-Antoine Gualterio
Philippe-Antoine Gualterio ou, en italien, Filippo Antonio Gualterio ou improprement Gualtieri, né le 24 mars 1660 à Fermo, dans l'actuelle province de même nom dans les Marches, alors dans les États pontificaux, et mort le 21 avril 1728, est un prélat italien, cardinal, nonce apostolique à la cour de France sous Louis XIV.

## Biographie

### Famille
Descendant d'une vieille famille d'Orvieto, fils de Stanislao Gualterio, gonfalonier de cette ville, et de Anna Maria Cioli, dame noble de Todi, Philippe-Antoine Gualterio est l'arrière-neveu du cardinal Carlo Gualterio (1613-1673) et l'oncle du cardinal Luigi Gualterio (1706-1761). Dans l'université de Fermo, il obtient des doctorats de philosophie, théologie et in utroque jure.

### Carrière ecclésiastique
Philippe-Antoine est élu archevêque in partibus d'Athènes en 1700. Il est nonce apostolique en France de 1700 à 1706. Il est transféré à l'évêché d'Imola en 1701, avec titre personnel d'archevêque. Il est créé cardinal par le pape Clément XI en 1706. Il fut cardinal-prêtre au titre de Saint-Chrysogone en 1708, puis de Sainte-Cécile en 1724 et enfin de Sainte-Praxède en 1726. Il eut le siège de Todi en 1709 (archevêque à titre personnel), qu'il laissa à son frère Ludovico Anselmo en 1714.
Proche des Stuart, il fut nommé cardinal-protecteur d'Écosse, puis d'Angleterre. Il eut en commende les abbayes de Saint-Remi à Reims et de Saint-Victor à Paris.

### Mission en France
Nommé vice-légat à Avignon (février 1696-février 1700), il devint légat apostolique près la cour de France. Collectionneur avisé, il devint membre honoraire de l'Académie des inscriptions et belles-lettres et fréquenta assidûment François Roger de Gaignières. Il rassembla une bibliothèque de 10 à 12 000 volumes rares, achetée par le cardinal Corsini qui l'incorpora à la sienne, et qui, devenu pape sous le nom de Clément XII (1730), la rendit accessible au public. Il fut fait commandeur de l'ordre du Saint-Esprit en 1724, mais ne fut pas reçu.
Il se lia d'amitié avec Saint-Simon et d'après Boislisle ils maintinrent une correspondance chiffrée qui a disparu, probablement détruite à la demande du duc. Une grande partie de ses lettres est conservée à la British Library (Londres).
Il repose à la chapelle Saint-Brice du duomo d'Orvieto, aux côtés de son oncle Gianotto Gualterio, de son grand-oncle Carlo, tous deux archevêques de Fermo, et de son frère Ludovico Anselmo, évêque de Todi.

## Succession apostolique
Philippe-Antoine Gualterio a ordonné les évêques suivants :
- Évêque Giuseppe Guerra (1708)
- Évêque Angelo Rendina (1708)
- Évêque Ludovico Anselmo Gualtieri (1708)
- Évêque Timothée Pescherard, O.F.M.Cap. (1715)
- Évêque Pierre-François Lafitau (1720)
- Évêque Charles Antoine Donadoni, O.F.M.Conv. (1723)
- Évêque Joseph-Louis de Cohorn de La Palun (1725)

## Iconographie
- Hyacinthe Rigaud, Portrait de Philippe-Antoine Gualterio, 1706[4].